# Omega Sun

Omega Sun so slovenska stoner/doom metal skupina, ustanovljena v Kopru leta 2013. Doslej so izdali dva studijska albuma in en demo. Skupina je na začetku delovala kot instrumentalna, po prihodu Igorja Kukanje pa so začeli uporabljati tudi vokal. Njihov prvenec Opium for the Masses iz leta 2017 je prejel pozitivne odzive poslušalstva in kritike in utrdil Omega Sun kot najbolj prepoznavno stoner metal skupino v Sloveniji.

## Zgodovina
Omega Sun je kot trio nastala v drugi polovici leta 2013 in se v začetku leta 2014 prelevila v kvartet z vokalistom.  Decembra 2013 so izdali instrumentalni demo z naslovom Rehearsal demo 2013 z dvema skladbama. V začetku leta 2014 se jim je pridružil še vokalist. Po nekaj odigranih koncertih so posneli svojo prvo pesem z vokalom z naslovom "Early Morning", ki je izšla v digitalni obliki prek portala bandcamp.  Ves ta čas so Omega Sun neumorno nastopali po domačih in tujih odrih, ki si jih je med drugimi delila s skupinami Unida, Kylesa, Dopethrone, Stoner Kebab in Three Eyes Left. V začetku leta 2017 so se zaprli v novogoriški Ostudio 6, kjer so pod vodstvom Cigota posneli svoj prvenec Opium for the Masses, ki je bil predstavljen 16. decembra v koprskem CMK. Skupina še naprej nastopa po Sloveniji in bližnji tujini, nastopila je tudi na festivalu Metaldays. Šest let po izidu prvenca je sledil drugi studijski album, Roadkill.

## Zvrst glasbe
Skladno z značilnostmi stoner dooma, so njihove pesmi počasne, a ognjevite, močno distorzirane z vplivi psihadeličnega rocka. Opirajo se na vrhunce stoner metala devetdesetih let, vokal pa ima lastnosti klasičnega hard rocka sedemdesetih. Njihova mešancija stoner rocka in heavy dooma črpa iz tujih znamenitih bendov, kot sta ameriška Kyuss in Unida.

## Člani skupine

### Sedanja zasedba
- Igor Kukanja – vokal (2014–sedaj), bas kitara (2017–sedaj)
- Aris Demirović – kitara (2013–sedaj)
- Sebastian Vrbnjak – bobni, (2013–sedaj);

### Nekdanji člani
- Marko Sabadin – bas kitara (2013–2014)
- Teo Gustinčič – bas kitara (2015–2016)

## Diskografija
- Opium for the Masses (2017)
- Roadkill (2023)